# Paraphylax tosquinetii
Paraphylax tosquinetii är en stekelart som först beskrevs av Dalla Torre 1902.  Paraphylax tosquinetii ingår i släktet Paraphylax och familjen brokparasitsteklar. Inga underarter finns listade i Catalogue of Life.